# Station Overpool
Overpool is een spoorwegstation van National Rail in Cheshire West and Chester in Engeland. Het station is eigendom van Network Rail en wordt beheerd door Merseyrail. 